# Idaea adversata
Idaea adversata är en fjärilsart som beskrevs av Roth. V. Schreckenstein. 1800. Idaea adversata ingår i släktet Idaea och familjen mätare. Inga underarter finns listade i Catalogue of Life.